# تینی واخنر
تینی واخنر (هلندی: Tini Wagner; ۱۷ دسامبر ۱۹۱۹ – ۲ ژوئن ۲۰۰۴) شناگر اهل هلند بود.
از افتخارات وی میتوان به کسب مدال طلا ۴×۱۰۰ متر آزاد امدادی در بازی‌های المپیک تابستانی ۱۹۳۶ اشاره کرد. 